# Ljubojno
Ljubojno (makedonska: Љубојно) är en ort i Nordmakedonien. Den ligger i kommunen Resen, i den sydvästra delen av landet, 120 kilometer söder om huvudstaden Skopje. Ljubojno ligger 923 meter över havet och antalet invånare är 965.